# Gregory (cráter)

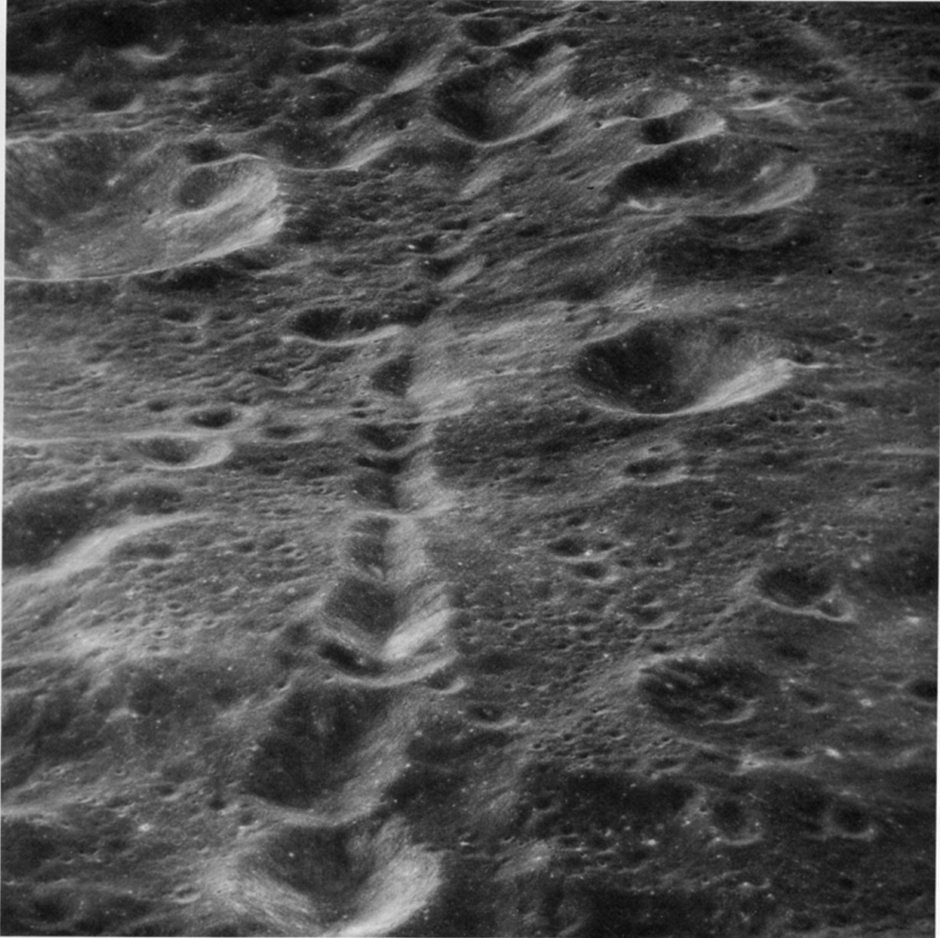
Vista oblicua de la Catena Gregory, lado noroeste, misión Apolo 17

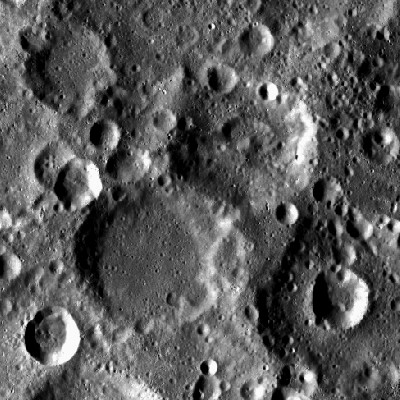
Fotografía de la misión Lunar Reconnaissance Orbiter

Gregory es un cráter de impacto localizado en la cara oculta de la Luna, al sureste del cráter Ibn Firnas, y al norte-noreste de Bečvář. A alrededor de un diámetro del cráter hacia el norte aparece el más pequeño cráter Morozov.
|  |

Se trata de una formación desgastada y erosionada, con su borde norte degradado debido a impactos posteriores. Unido a la parte exterior sudoeste del brocal aparece Gregory Q, un cráter satélite aproximadamente del mismo tamaño que Gregory. En el interior se hallan los restos de un pequeño borde del cráter a lo largo de la pared interior del noroeste.
Al este de Gregory, alejándose hacia el sureste, aparece una cadena de cráteres denominada Catena Gregory.

## Cráteres satélite
Por convención estos elementos son identificados en los mapas lunares poniendo la letra en el lado del punto medio del cráter que está más cerca de Gregory.
|         | \| Gregory \| Coordenadas \| Diámetro \| \| ------- \| ----------------------------- \| -------- \| \| K \| 0°24′S 128°30′E / -0.4, 128.5 \| 26 km \| \| Q \| 0°36′N 125°42′E / 0.6, 125.7 \| 68 km \| |          |
| Gregory | Coordenadas | Diámetro |
| K       | 0°24′S 128°30′E / -0.4, 128.5 | 26 km    |
| Q       | 0°36′N 125°42′E / 0.6, 125.7 | 68 km    |